# 당김 (범주론)
범주론에서 당김(영어: pullback 풀백[*])은 어떤 한 쌍의 사상에 의해 결정되는, 곱의 일반화이다. 일부 범주에서는 흔히 올곱(미국 영어: fibered product, 영국 영어: fibred product)이라고 불린다.

## 정의
어떤 범주에서 대상 {\displaystyle X,Y,Z} 및 사상
{\displaystyle X{\xrightarrow {f}}Z{\xleftarrow {g}}Y}
이 주어졌을 때, {\displaystyle X}와 {\displaystyle Y}의 당김 {\displaystyle X\times _{Z}Y}는 다음과 같은 가환 그림을 만족시키는 대상 {\displaystyle P} 및 사상 {\displaystyle p_{1},p_{2}}으로 구성된다.
{\displaystyle {\begin{matrix}P&{\overset {p_{1}}{\to }}&X\\{\scriptstyle p_{2}}\downarrow &&\downarrow \scriptstyle f\\Y&{\underset {g}{\to }}&Z\end{matrix}}}
위와 같은 가환 그림을 당김 사각형(영어: pullback square)이라고 한다. 이 그림에서, {\displaystyle f}를 {\displaystyle g}에 대한 당김 또는 밑 변환(-變換, 영어: base change)이라고 한다.
이는 범주론적 극한을 이루어야 한다. 즉, 다음과 같은 보편 성질을 만족시켜야 한다. 다른 모든 대상 {\displaystyle P'} 및 사상 {\displaystyle p'_{1}\colon P'\to X}, {\displaystyle p'_{2}\colon P'\to Y}에 대하여, 만약 {\displaystyle f\circ p'_{1}=g\circ p'_{2}}라면 다음 그림을 가환하게 만드는 사상 {\displaystyle u\colon P'\to P}가 유일하게 존재한다.
{\displaystyle {\begin{matrix}&&P'\\^{p'_{1}}&\swarrow &\downarrow \scriptstyle \exists !u&\searrow &^{p'_{2}}\\X&\leftarrow &P&\rightarrow &Y\\_{f}&\searrow &&\swarrow &_{g}\\&&Z\end{matrix}}}
만약 {\displaystyle X=Y}이며 {\displaystyle f=g}일 경우, {\displaystyle X{\xrightarrow {f}}Z{\xleftarrow {f}}X}의 당김은 핵쌍(核雙, 영어: kernel pair)이라고 한다.

### 밑 변환
범주 {\displaystyle {\mathcal {C}}}의 사상에 대한 어떤 성질 {\displaystyle {\mathfrak {P}}}가 주어졌다고 하자. (즉, {\displaystyle {\mathcal {C}}}의 사상들의 모임 {\displaystyle {\mathfrak {P}}\subseteq \operatorname {Mor} ({\mathcal {C}})}가 주어졌다고 하자.)
만약 모든 {\displaystyle {\mathfrak {P}}} 사상 {\displaystyle f\colon X\to Y} 및 임의의 사상 {\displaystyle Y'\to Y}에 대하여 밑 변환 {\displaystyle f'\colon X\times _{Y}Y'\to Y'} 역시 {\displaystyle {\mathfrak {P}}} 사상이라면, {\displaystyle {\mathfrak {P}}}를 밑 변환에 대하여 안정적인 성질(영어: property invariant under base change)이라고 한다.
밑 변환에 대하여 불안정한 성질 {\displaystyle {\mathfrak {P}}}에 대하여, 보편 {\displaystyle {\mathfrak {P}}} 사상(영어: universally {\displaystyle {\mathfrak {P}}} morphism)은 다음 조건을 만족시키는 사상 {\displaystyle f\colon X\to Y}이다.
- 임의의 사상 {\displaystyle Y'\to Y}에 대하여, 밑 변환 {\displaystyle f'\colon X\times _{Y}Y'\to Y'}은 {\displaystyle {\mathfrak {P}}} 사상이다.

범주 {\displaystyle {\mathcal {C}}}가 모든 당김을 갖는다고 하자. 그렇다면, 밑 변환에 의하여, 임의의 사상 {\displaystyle f\colon B'\to B}에 대하여 조각 범주 사이의 함자
{\displaystyle f^{*}\colon {\mathcal {C}}/B\to {\mathcal {C}}/B'}
가 존재하며, 이는 조각 범주의 대상과 사상에 다음과 같이 작용한다.
{\displaystyle f^{*}\colon (X\to B)\mapsto (X\times _{B}B'\to B')}
{\displaystyle f^{*}\colon {\begin{pmatrix}X\\{\scriptstyle g}\downarrow &\searrow \\Y&\to &B\end{pmatrix}}\mapsto {\begin{pmatrix}X\times _{B}B'\\{\scriptstyle f^{*}g}\downarrow &\searrow \\Y\times _{B}B'&\to &B\end{pmatrix}}}
여기서 사상 {\displaystyle X\times _{B}B'\to Y\times _{B}B'}는 다음과 같이, 당김 보조정리에 의하여 존재한다.
{\displaystyle {\begin{matrix}X\times _{B}B'&\cong &X\times _{Y}(Y\times _{B}B')&\to &Y\times _{B}B'&\to &B'\\&&\downarrow &&\downarrow &&\downarrow \\&&X&\to &Y&\to &B\end{matrix}}}
즉, 왼쪽·오른쪽 사각형이 둘 다 당김 사각형이므로 전체 사각형 역시 당김 사각형이며, {\displaystyle X\times _{Y}(Y\times _{B}B')\cong X\times _{B}B'}이 된다.
만약 {\displaystyle {\mathcal {C}}}가 토포스라면, 그 위의 조각 범주 {\displaystyle {\mathcal {C}}/B}, {\displaystyle {\mathcal {C}}/B'} 역시 토포스이며, 밑 변환 함자는 왼쪽 수반 함자와 오른쪽 수반 함자를 갖는다.
{\displaystyle f_{!}\dashv f^{*}\dashv f_{*}}
또한, {\displaystyle (f_{!},f^{*},f_{*})}는 토포스 사이의 본질적 기하학적 사상을 이룬다.

## 성질

### 곱과의 관계
(유한) 곱과 동등자가 존재하는 범주에서는 당김이 존재한다. 구체적으로, 곱
{\displaystyle X{\xleftarrow {\pi _{X}}}X\times Y{\xrightarrow {\pi _{Y}}}Y}
이 주어졌을 때,
{\displaystyle X{\xrightarrow {f}}Z{\xleftarrow {g}}Y}
의 당김은
{\displaystyle X\times Y{\xrightarrow[{g\circ \pi _{Y}}]{f\circ \pi _{X}}}Z}
의 동등자이다. 반대로, 당김과 곱이 존재하는 범주에서는 동등자가 존재한다.
만약 {\displaystyle 1}이 끝 대상일 경우, {\displaystyle X\times _{1}Y\cong X\times Y}이다. 즉, 끝 대상이 존재하는 경우 당김(올곱)은 곱의 일반화이다.

### 당김 사각형의 붙임
다음과 같은 가환 그림이 주어졌다고 하자.
{\displaystyle {\begin{matrix}\bullet &\to &\bullet &\to &\bullet \\\downarrow &&\downarrow &&\downarrow \\\bullet &\to &\bullet &\to &\bullet \\\end{matrix}}}
이 그림에서, 왼쪽 사각형 · 오른쪽 사각형 · 전체 사각형이 각각 당김 사각형을 이루는지 여부를 고려할 수 있다. 그렇다면, 당김 보조정리(영어: pullback lemma)에 따르면 다음이 성립한다.
- 오른쪽 사각형이 당김 사각형이라고 가정했을 때, 왼쪽 사각형이 당김 사각형인 것은 전체 사각형이 당김 사각형인 것과 동치이다.

그러나 이러한 정리는 왼쪽 사각형에 대하여 성립하지 않는다.  즉, 두 개의 당김 사각형을 붙여 당김 사각형을 만들 수 있고, 반대로 당김 사각형을 반으로 갈랐을 때 오른쪽이 당김 사각형이라면 왼쪽도 마찬가지다. (그러나 왼쪽이 당김 사각형일 경우 오른쪽은 아닐 수 있다.)
즉, 다음과 같은 경우가 가능하다. (표에서 "예"는 당김 사각형인 경우, "아니오"는 당김 사각형이 아닌 경우이다.)
| 오른쪽 | 왼쪽   | 전체   | 가능?  |
| ------ | ------ | ------ | ------ |
| 예     | 예     | 예     | 가능   |
| 예     | 예     | 아니오 | 불가능 |
| 예     | 아니오 | 예     | 불가능 |
| 예     | 아니오 | 아니오 | 가능   |
| 아니오 | 예     | 예     | 가능   |
| 아니오 | 예     | 아니오 | 가능   |
| 아니오 | 아니오 | 예     | 가능   |
| 아니오 | 아니오 | 아니오 | 가능   |

## 예

### 대수적 범주
대수 구조 다양체로 정의되는 범주의 경우, 당김이 항상 존재하며, 보통 올곱으로 불린다. 다음과 같은 대수 구조 및 준동형
{\displaystyle X{\xrightarrow {f}}Z{\xleftarrow {g}}Y}
의 당김은 다음과 같다.
{\displaystyle X\times _{Z}Y=\{(x,y)\in X\times Y\colon f(x)=g(y)\in Z\}=\bigsqcup _{z\in Z}f^{-1}(z)\times g^{-1}(z)\subset X\times Y}
이 경우 사상 {\displaystyle X\times _{Z}Y\to X}, {\displaystyle X_{\times }ZY\to Y}는 자연스러운 사영 함수 {\displaystyle (x,y)\mapsto x}, {\displaystyle (x,y)\mapsto y}이다. 예를 들어, 집합과 함수의 범주 {\displaystyle \operatorname {Set} }는 아무런 연산을 갖지 않는 대수 구조이므로 당김이 존재한다. 마찬가지로, 군의 범주 {\displaystyle \operatorname {Grp} }, 아벨 군의 범주 {\displaystyle \operatorname {Ab} }, 유사환의 범주 {\displaystyle \operatorname {Rng} }, 환의 범주 {\displaystyle \operatorname {Ring} }, 가환환의 범주 {\displaystyle \operatorname {CRing} } 등에서도 모두 당김이 존재한다.

### 위상 공간
위상 공간의 범주에서, {\displaystyle X\to Z\leftarrow Y}의 당김은 곱공간 {\displaystyle X\times Y}의 다음과 같은 부분 공간이다.
{\displaystyle X\times _{Z}Y=\{(x,y)\in X\times Y\colon f(x)=f(y)\}\subseteq X\times Y}
집합으로서 이는 집합의 범주에서의 당김과 같다.
특히, 올다발 {\displaystyle \pi \colon E\to B} 및 연속 함수 {\displaystyle X\to B}가 주어졌을 때, {\displaystyle E\times _{B}X}는 {\displaystyle X} 위에서 정의된 {\displaystyle \pi }의 당김 올다발이다. "당김"이라는 이름은 이로부터 유래하였다.

### 스킴
스킴의 범주 {\displaystyle \operatorname {Sch} }는 유한 완비 범주이며, 특히 모든 당김을 갖는다. 스킴의 당김은 (망각 함자 {\displaystyle \operatorname {Sch} \to \operatorname {Top} } 아래) 일반적으로 위상 공간의 당김과 다르다.
스킴 사상의 성질 가운데 밑 변환에 대하여 안정적인 것은 다음이 있다.
- 전사 함수
- 준콤팩트 함수
- 닫힌 몰입
- 열린 몰입
- 분리 사상
- 준분리 사상
- 유한 사상
- 국소 유한 표시 사상
  - 유한 표시 사상 = 준콤팩트 함수 + 준분리 사상 + 국소 유한 표시 사상
- 국소 유한형 사상
  - 유한형 사상 = 준콤팩트 함수 + 국소 유한형 사상
- 고유 사상
- 평탄 사상
- 형식적 매끄러운 사상
  - 매끄러운 사상 = 국소 유한 표시 사상 + 형식적 매끄러운 사상
- 형식적 비분기 사상
  - 비분기 사상 = 국소 유한 표시 사상 + 형식적 비분기 사상
  - 에탈 사상 = 국소 유한 표시 사상 + 형식적 매끄러운 사상 + 형식적 비분기 사상

스킴 사상의 성질 가운데 밑 변환에 대하여 불안정한 것은 다음이 있다.
- 전단사 함수
- 단사 함수
- 열린 함수
- 닫힌 함수
- 우세 사상
- 위상 동형

## 같이 보기
- 곱 (범주론)
- 밂 (범주론)
- 데카르트 사상

## 참고 문헌
- Mac Lane, Saunders (1998). 《Categories for the working mathematician》. Graduate Texts in Mathematics (영어) 5 2판. Springer. doi:10.1007/978-1-4757-4721-8. ISBN 978-1-4419-3123-8. ISSN 0072-5285. MR 1712872. Zbl 0906.18001.